# Бунгартен, Франк
Франк Бунгартен (нем. Frank Bungarten; род. 1958, Кёльн) — немецкий гитарист, исполнитель академической музыки.
Учился в Кёльнской Высшей школе музыки у Хуберта Кеппеля и Карлхайнца Бётнера, прошёл также мастер-класс Оскара Гильи. Был удостоен первой премии на конкурсе гитаристов в Гранаде, проходившем под руководством Андреса Сеговии. Преподавал в Ганновере и Люцерне, выступал на Зальцбургском фестивале и других крупнейших музыкальных мероприятиях. Записал «24 каприса Гойи» Кастельнуово-Тедеско, Этюды Фернандо Сора, гитарные транскрипции Сонат и партит для скрипки соло Иоганна Себастьяна Баха, гитарные парафразы известных опер и т. д. Выступает также в дуэте с флейтисткой Андреа Либеркнехт.
В 2005 и 2011 годах становился лауреатом музыкальной премии «Echo Klassik» в номинации «Инструменталист года».